# Belcaire
Belcaire – miejscowość i gmina we Francji, w regionie Oksytania, w departamencie Aude.
Według danych na rok 1990 gminę zamieszkiwało 360 osób, a gęstość zaludnienia wynosiła 12 osób/km² (wśród 1545 gmin Langwedocji-Roussillon Belcaire plasuje się na 588. miejscu pod względem liczby ludności, natomiast pod względem powierzchni na miejscu 188.).